# Boston Society of Film Critics
Il Boston Society of Film Critics (BSFC) è un'organizzazione di critici cinematografici che ha sede a Boston, Massachusetts, Stati Uniti.

## Storia
La società venne creata nel 1981 per assicurare alla città statunitense una maggiore partecipazione alla vita cinematografica del suo Paese. Di formazione piuttosto recente, la società distribuisce dalla sua nascita premi noti come Boston Society of Film Critics Awards (o BSFC Awards), assegnati annualmente.

## Categorie
Le categorie premiate sono le seguenti:
- Miglior film (dal 1980)
- Miglior attore (dal 1980)
- Migliore attrice (dal 1980)
- Miglior attore non protagonista (dal 1980)
- Migliore attrice non protagonista (dal 1980)
- Miglior regista (dal 1980)
- Migliore sceneggiatura (dal 1980)
- Miglior fotografia (dal 1980)
- Miglior documentario (dal 1980)
- Miglior film in lingua straniera (dal 1980)

Di introduzione recente sono le seguenti categorie:
- Miglior cast (dal 2003)
- Miglior regista esordiente (dal 1996)
- Miglior montaggio (dal 2008)